# Río Chalinga
Río Chalinga är ett vattendrag i Chile.   Det ligger i regionen Región de Coquimbo, i den centrala delen av landet, 190 km norr om huvudstaden Santiago de Chile.
Omgivningarna runt Río Chalinga är i huvudsak ett öppet busklandskap. Runt Río Chalinga är det mycket glesbefolkat, med 7 invånare per kvadratkilometer.